# Благослов
Благослов - радња којом се Господ призива да излије своју милост на некога. У првом реду изрицао га је отац. Он је био уједно и свештеник куће и његов благослов утврђује кућу. Благослов, такође, одређује судбину човекову, јер једном изречен благослов не може се опозвати. То се види из Јаковљевог благосиљања Исака и Исава (1 Мој 27). Нарочито је делотворан благослов родитеља (1 Мој 9,25; 27,28-29). Благосиља се у разним приликама: при растанку или удаји - Ревека нпр. (1 Мој 24,60), кад се добијају поклони, за нечију помоћ (1 Мој 9,26; 1 цар 1,31), кад се нешто жели или моли (1 Сам 1,17 - пр. Илије Ану). Нарочито моћ има свештеников благослов.

### Тражење благослова
Приликом узимања благослова, шаке се постављају као и приликом узимања нафоре, унакрсно, десни длан преко левог окренути нагоре. Након крсног осењивања од стране свештеника, прима се његова шака и целива, као невидљива рука Христа Спаситеља.
У обраћању свештенику и тражења благослова никада се не персира јереју или епископу. При молби за благослов никада се свештеник, епископ па и патријарх не персирају.
Благослов се тражи на следећи начин:
''“Оче благослови”;
“владико благослови”;
“преосвећени благослови”;
“свјатијејши владико благослови”;
Уколико је присутно више епископа или свештеника, Благослов се увек узима само од једног, и то најстаријег по чину. Према другима из поштовања чини се мали наклон.
У женским манастирима, ако је присутан духовник или свештеник, увек се прво узима благослов од духовника или присутног свештеника, па тек онда од мати игуманије, као поштовања послушности које игуманија има у манастиру. Иако се каже „мати благослови”, игуманија не прослеђује благослов Господњи јер нема Свету Тајну свештенства.

### Примање благослова
Приликом давања благослова, свештеник прсте десне руке савија тако да оне чине слова IС ХС, такозвани „Христограм”, и то тако што кажипрст остаје усправан, чинећи слово I, средњи прст се савија у полукруг, чинећи слово С. Домали прст се укршта са палцем, чинећи слово Х , и на крају се и мали прст савија полукружно чинећи још једно слово С.
Са обе руке право да благосиља има само епископ.
Благослов се може примити од три степена свештенства: ђаконског, свештеничког и архијерејског. Благослов се тражи од свештеничког и архијерејског свештенства али не и од ђаконског.
Свештеник благосиља у име Божје. Он је рукоположењем примио благодат Духа Светога да може раздавати дарове Божје благодати.
Свештеници не узимају благослов од свештеника без обзира на разлику чина. Као израз поштовања при поздраву узајамно једни другима целивају руку. Тако исто чине и архијереји.

## Црквено предање
Бог је заповедио Арону и свештеницима да благосиљају народ (4 Мој 6,22.27) речима:
:„Да те благослови Господ и да те чува!
:Да те обасја Господ лицем својим и буде ти милостив!
:Да Господ обрати лице своје к теби и даде ти мир!
"
(4 Мој 6,24-26; 3 Мој 9,22-23).
То је ароновски благослов. После вавилонског ропства свештеници су изговарали благослов свако јутро и вече после принете жртве. То исто врши се и у синагогама. Само се у Храму без прекида изрицао благослов. Учитељи су благосиљали ђаке, а Христос своју духовну децу при евхаристији хришћана (1 Кор 10,16). Највиша заповест је Христова порука: „Љубите непријатеље своје, благосиљајте оне који вас куну“ (Мт 5,44).